# Арсо (Златна обала)
Арсо (фр. Arceau) насеље је и општина у источном делу централне Француске у региону Бургундија-Франш-Конте, у департману Златна обала која припада префектури Дижон.
По подацима из 2011. године у општини је живело 732 становника, а густина насељености је износила 33,89 становника/km². Општина се простире на површини од 21,6 km². Налази се на средњој надморској висини од 229 метара (максималној 251 m, а минималној 217 m).

## Демографија
| 1962. | 1968. | 1975. | 1982. | 1990. | 1999. | 2011. |
| ----- | ----- | ----- | ----- | ----- | ----- | ----- |
| 351   | 356   | 367   | 456   | 526   | 569   | 732   |

График промене броја становника у току последњих година